# George Turpin
George Turpin, född den 10 januari 1952 i Liverpool, England, är en brittisk boxare som tog OS-brons i bantamviktsboxning 1972 i München. Turpin förlorade mot Orlando Martínez från Kuba med 3-2 i semifinalen och fick därmed bronsmedaljen.